# 쿼바디스 (2014년 영화)
《쿼바디스》(QUO VADIS)는 한국에서 제작된 김재환 감독의 2014년 다큐멘터리 영화이다. 이종윤 등이 주연으로 출연하였고 김재환 등이 제작에 참여하였다.

## 소개
교회는 점점 커졌고, 예수는 점점 작아졌다. 아버지 목사가 교회의 주인이고, 아들 목사가 다음 주인이다. 다들 탐욕에 미쳐버렸지만 교회엔 침묵만 흐를 뿐이다. 지금 한국 교회는 누구의 가슴도 뛰게 하지 못한다. 교회가 예수를 따르는 이들의 모임이라면 이제 단도직입적으로 물어야 한다. 쿼바디스 한국교회? 그리고, 쿼바디스 한국사회?

## 출연

### 주연
- 이종윤
- 안석환
- 남명렬

### 조연
- 조엘 로버츠

## 참고

### 제목의 의미
쿠오 바디스(Quo vadis, (Domine)), 또는 쿼바디스는 "(주님이시여, )어디로 가나이까?"("Whither goest thou?" 또는 "Where are you going?")라는 의미의 라틴어 문구이다.